# Nicholas Vreeland
Nicholas Vreeland (Genève, 1955) est un photographe, un moine bouddhiste et un géshé. Polyglotte, il parle tibétain, italien, français, espagnol, anglais, allemand et hindi.

## Biographie
Nicholas Vreeland est né à Genève, en Suisse, en 1955. 
Il est le fils de Frederick Vreeland, un diplomate américain, et le petit-fils de Diana Vreeland. 
Après des études classiques en Europe et aux États-Unis, il s'oriente vers la photographie, art auquel Diana Vreeland l'a initié très tôt, et rejoint la New York University Film School. Devenu photographe, il commence comme assistant d'Irving Penn et de Richard Avedon. Il expose en Europe, aux États-Unis et en Asie.
John F. Avedon et Elizabeth Avedon lui ont fait découvrir The Tibet Center (le Centre tibétain), à New York. Alors qu'il a un peu plus de 20 ans, il commence à y étudier le bouddhisme avec Khyongla Rato Rinpoché, un lama tibétain qui habite New York. Vreeland visite l'Inde pour la première fois en 1973 et y retourne en 1979, pour séjourner principalement à Dharamsala. Il y rencontre et photographie le 14e dalaï-lama, qui lui conseille de poursuivre ses études bouddhiste. Il décide de devenir moine et reçoit en 1985 l'ordination du dalaï-lama, avant de rejoindre Rato Dratsang, le monastère de son maître, où il étudie pendant 14 ans. Vreeland obtient le diplôme de géshé en 1998.
En 1999, il organise à New York des conférences du dalaï-lama sur la compassion. Il a également édité deux de ses livres : L'Art de la compassion, devenu un best-seller à New York,, et L'art du bouddhisme.
Nicholas Vreeland est l'actuel directeur de The Tibet Center et le fondateur de l'exposition Photos for Rato en France, en Italie, en Allemagne, en Inde et aux États-Unis, qui aida à la reconstruction du monastère de Rato Dratsang, au sud de l'Inde, où il vit la plupart du temps. En France, ses photos ont été exposées en 2009 à la Fondation Henri Cartier-Bresson.
Le 6 juillet 2012, il est devenu le nouvel abbé du monastère de Rato.

## Ouvrages
- Avec le dalaï-lama : L'art du bouddhisme, traduit de l'anglais par Carisse Busquet, postface Richard Gere, Robert Laffont, 2013,  (ISBN 9782221132203), (en) A profound mind : cultivating wisdom in everyday life, Harmony Books, 2011,  (ISBN 9780385514675)
- Avec le dalaï-lama : L'Art de la compassion